# Zeche Auguste
Die Zeche Auguste war ein Steinkohlenbergwerk im Wittener Ortsteil Auf dem Schnee, welches in der Zeit von 1922 bis 1943 in Betrieb war. Das Bergwerk wurde früher vermutlich Augusta im Hördeschen genannt. Das Bergwerk wurde in seiner 23-jährigen Geschichte insgesamt drei Mal stillgelegt.

## Betrieb
Im Jahr 1920 wurde die Berechtsame durch den Preußischen Staat als Eigentümer verpachtet. Die Größe der Berechtsame betrug ein Geviertfeld. Am 1. September 1922 erfolgte die Betriebsaufnahme, es wurden am Hackertsbergweg zwei tonnlägige Schächte geteuft. Der Schacht 1 hatte eine Teufe von 80 Metern und Schacht 2 erreichte eine Teufe von 75 Metern. 1924 erwarb das Elektrizitätswerk Mark die Kuxenmehrheit. Im gleichen Jahr wurde begonnen, den tonnlägigen Schacht 3 zu teufen. 1927 erreichte Schacht 3 eine flache Teufe von 160 Metern. Die Bausohle wurde bei 35 Metern Teufe angesetzt und lag somit bei + 171 m NN. 
Ab dem 1. April 1928 wurde das Bergwerk vorübergehend stillgelegt. Am 1. Oktober 1929 wieder Inbetriebnahme, jedoch nur Aus- und Vorrichtung. Am 1. Dezember desselben Jahres erfolgte die erneute Stilllegung des Bergwerks. Am 1. Mai 1930 wurde das Bergwerk wieder in Betrieb genommen. 1935 wurden die Tagesanlagen des Bergwerks erneuert. Am 31. Juli 1943 erfolgte die endgültige Stilllegung des Bergwerks. 
In den Jahren 1954/1955 wurde das Baufeld von der Zeche Gottessegen erworben bzw. angepachtet.

## Belegschaft und Förderung
1923 arbeiteten 24 Bergleute auf dem Bergwerk. Ein Jahr später betrug die Belegschaftsstärke 44 Bergleute, es wurden 1630 Tonnen Steinkohle gefördert. 1925 sank die Belegschaftsstärke auf 42 Bergleute, die Förderung ging zurück auf 1630 Tonnen. Im Jahr 1930 sank die Förderung auf 238 Tonnen, die Belegschaftsstärke betrug 19 Bergleute. 
Im Jahr 1932 stieg die Förderung auf 12.236 Tonnen Steinkohle. Die Förderung wurde von 33 Bergleuten erbracht. 1935 wurden mit 55 Bergleuten insgesamt 16.368 Tonnen Kohle gefördert. 1938 arbeiteten 56 Bergleute auf der Zeche, die Förderung sank auf 11.513 Tonnen Steinkohle. Die maximale Förderung wurde im Jahr 1940 mit 59 Bergleuten erbracht, sie betrug 16.923 Tonnen.